# نادی‌چپی
نادْیْ‌چِپِی (به مجاری:  Nagycsepely) یک منطقهٔ مسکونی در مجارستان است که در ناحیه شیوفوک واقع شده‌است. نادی‌چپی ۱۹٫۸ کیلومتر مربع مساحت و ۳۹۶ نفر جمعیت دارد.